# Michael Behe
Michael J. Behe (Altoona, Pennsylvania, 1952. január 18. –) amerikai biokémikus, az intelligens tervezés és az azt propagáló mozgalom szószólója. Behe a pennsylvaniai Lehigh University professzora és a Discovery Institute (Intelligens tervezés – agytröszt) munkatársa. Érvelése szerint az élőlények egyes struktúrái összetettebbek annál, hogy eredetükre az evolúció mechanizmusai megfelelő magyarázatként szolgáljanak. Erre utal az általa kitalált „egyszerűsíthetetlen összetettség” fogalom. Ezt a jelenséget már 1918-ban publikálta Hermann J. Muller amerikai genetikus, csakhogy ő éppen az evolúcióból mutatta ki az összetettség e formáját.
Behe fontos sejtalkotókra vonatkoztatott egyszerűsíthetetlen összetettséggel kapcsolatos kijelentései tudományos értelemben súlytalanok.
A Lehigh University Biológiai tudományok tanszéke (Department of Biological Sciences) hivatalos közleményében kifejezte, miszerint „egyöntetű álláspontunk szerint az intelligens tervezésnek nincsen tudományos megalapozottsága, nincs kísérleti ellenőrzése, s nem tekinthető tudományosnak”. Behe intelligens tervezésről vallott nézeteit a tudományos közösség elveti, s áltudománynak minősíti.
A Kitzmiller v. Dover Area School District ügyben John Jones bíró nagyban támaszkodott Behe tanúvallomására, mikor ítéletében kimondta, hogy az intelligens tervezés nem tudomány, természete alapjában véve vallásos jellegű.
Házas, kilenc gyermeke van.

## Pályafutása
Behe a Pennsylvania állambeli Harrisburgben nőtt fel, ahol a St. Margaret Mary's Parochial School és a Bishop McDevitt High School tanulója volt.
BSc diplomáját 1974-ben a Drexel University-n szerezte kémiából, PhD disszertációját a sarlósejtes vérszegénység kutatásából írta, fokozatát 1978-ban szerezte a University of Pennsylvania-n. Jelenleg a Lehigh University-n tanít biokémiát.
Evolúcióról vallott nézetei miatt a Lehigh University a következő nyilatkozatot teszi közzé honlapján:
Bár tiszteletben tartjuk Behe professzor jogait nézeteinek kifejtésére, azonban ezen nézetek egyedül sajátjai, azokat tanszékünk semmilyen formában nem támogatja. Egyöntetű álláspontunk szerint az intelligens tervezésnek nincsen tudományos megalapozottsága, nincs kísérleti ellenőrzése, s nem tekinthető tudományosnak.

## Egyszerűsíthetetlen összetettség és intelligens tervezés
Behe állítása szerint régebben teljes mértékben elfogadta az evolúció tudományos elméletét, de Michael Denton Evolution: A Theory In Crisis című könyvének olvasása után megkérdőjelezte azt. Ezután Behe hite szerint biokémiai szintű bizonyítékot talált arra, hogy léteznek „egyszerűsíthetetlenül összetett” rendszerek. Ezen rendszerek szerinte nem fejlődhettek ki a természetes szelekció által, ebből következően egy „intelligens tervező” általi teremtés következtében jöttek létre – szerinte ez az egyetlen lehetséges alternatív magyarázat ilyen összetett struktúrák létrejöttére.
Az 1987-es Edwards kontra Aguillard per ítélethirdetése után, mely során az Amerikai Egyesült Államok Legfelsőbb Bírósága megtiltotta a teremtéstudomány állami iskolákban való oktatását, s engedélyezte az evolúció tudományos érvényességen alapuló oktatását, a kreacionisták úgy érezték, új stratégiára és fogalomhasználatra lesz szükségük, hogy a vallásos nézeteket visszajuttassák a természettudományos oktatásba. Ilyen modellt nyújtottak a jogász Phillip E. Johnson intelligens tervezésről írott könyvei, melyek már tartózkodtak a fiatal föld-kreacionizmusra utaló közvetlen állításoktól, s főként az evolúció elméletének és a „materialista” tudományban rejlő elfogultságnak a kritizálására szorítkoztak. Behe 1996-ban vált az új mozgalom által létrehozott Discovery Institute nevű agytröszt tagjává. Jelenleg a szervezet intelligens tervezést propagáló részlegének, a Center for Science and Culture-nek („Tudomány és kultúra – központ”) – korábbi nevén Center for the Renewal of Science and Culture („Központ a tudomány és kultúra megújításáért”) – munkatársa.
Ekkorra Behe már publikálta Darwin fekete doboza c. könyvét, melyben kifejti az egyszerűsíthetetlen összetettséggel kapcsolatos nézeteit, melyet a tudományos közösség elutasított. Tudósok véleménye szerint Behe kommentárjai és példái a nemtudáson, mint érven (argumentum ad ignorantiam) alapulnak, s nem az evolúciós folyamatok tényleges lehetetlenségén. Továbbá Behe könyvének publikációjával a nagyközönséget célozta meg, mely ugyan a legnagyobb publicitást biztosítja, a kollegiális lektorálás elmaradása, az elméletet ellenőrző saját kutatások elkerülése azonban ellenkezik a tudományos publikálás bevett szokásaival.
Az intelligens tervezés mozgalmának több képviselőjétől – köztük William A. Dembskitől – eltérően Behe elfogadja a fajok közös eredetét, ezzel együtt azt is, hogy az ember más főemlősök leszármazottja, bár állításai szerint a közös eredet egymagában nem magyarázza a fajok közti különbséget. Behe ugyancsak elfogadja a Föld és a világegyetem korrval kapcsolatos tudományos konszenzust.
Egy 1996. november 8-i interjúban Richard Dawkins a következőket nyilatkozta Behe-ről:
Ő egy egyenes kreacionista. Vett egy 19. századra visszanyúló szabvány érvelést, az egyszerűsíthetetlen összetettség érvét, mely szerint vannak olyan organizmusok, olyan rendszerek, melyekben minden egyes alkotóelemnek együtt kell lennie, különben a rendszer működésképtelen … mint például a szem. Darwin megválaszolta ezt az érvet pontról pontra. De talán foglalkoznia sem kellett volna ezzel. Talán azt kellett volna mondania: valószínűleg túlságosan nehéz felfogású vagy ahhoz, hogy rájöjj, milyen okokból kifolyólag alakulhatott ki a szem fokozatos változásokon keresztül, talán el kéne vonulnod és jobban meg kellene erőltetned az agyad.
A Boston Review 1997 február/márciusi számában Russel F. Doolittle, az UCSD proteinek struktúrájával és evolúciójával foglalkozó biológiaprofesszora megjelentette „A Delicate Balance” című tanulmányát, mely cáfolja Behe egyes rendszerek – főként a véralvadás – egyszerűsíthetetlen komplexitásával kapcsolatos állításait.
2003-ban Doolittle laboratóriuma a Proceedings of the National Academy of Science nevű lektorált folyóiratban közölt tanulmányában kimutatta, hogy a gömbhalak esetében legalább három véralvadási faktor hiányzik, a rendszer mégis működőképes, ezzel cáfolta Behe könyvének egyik kulcsfontosságúnak tartott állítását, mely szerint a véralvadás „egyszerűsíthetetlenül összetett”.

### Behe és Snoke (2004)
Behe 2004-ben David Snoke-kal együtt közölt egy cikket a Protein Science, nevű tudományos folyóiratban, mely szerinte támogatja az egyszerűsíthetetlen összetettség elméletét a mutációk valószínűségének alapján. Azonban az említett cikk nem említi sem az intelligens tervezés, sem az egyszerűsíthetetlen összetettség elméletét, melyek Behe szerint a lektorok utasítására kerültek ki. Ennek ellenére a Discovery Institute a cikket az intelligens tervezést támogató lektorált publikációk közt tartja számon.
Michael Lynch genetikus ugyancsak a Protein Science-ben megjelent válaszát Behe és Snoke viszontválasza követte. Ezután a lap vezércikkben foglalkozott ezen publikációkkal.
Számos tudós cáfolta a munkát, rámutatva, hogy az egyszerűsíthetetlenül összetettnek tartott struktúrák kialakulhatnak az evolúció folyamatai által, továbbá arra, hogy e rendszerek kialakulása elfogadható időn belül még akkor is bekövetkezhet, ha szigorú megszorításokkal élünk a tényezőkkel kapcsolatban. Megjegyzik továbbá, hogy Behe és Snoke cikke nem megfelelően tárgyalja a természetes szelekció és a genetikai redundancia fogalmait. Kritikusok megjegyzik, hogy bár a Discovery Institute az intelligens tervezést támogató munkának tartja a cikket, a mű nem tartalmazza a tervezés elméletét vagy a tervezés modelljének leírását, s nem nyújt alternatívát az evolúcióval szemben.

### Népszerűsítés
Behe a Boston Review, az American Spectator és a The New York Times számára is írt vezércikkeket. A Discovery Institute más munkatársaival, William A. Dembski-vel és David Berlinski-vel együtt adtak tanácsokat az evolúcióval kapcsolatban Ann Coulter számára Godless: The Church of Liberalism. (Istentelenek: a libertarianizmus egyháza) című könyvének írásánál, melynek kb. harmadát az evolúció (a szerző szóhasználatával „Darwinizmus”) elleni vádbeszéd teszi ki. A könyvben Coulter megköszöni Behe, Dembski és Berlinski ezen részek megírásában nyújtott segítségét.

## Tanúvallomása a doveri ügyben
A Kitzmiller kontra doveri iskolaszék per volt az első közvetlen eljárás az Egyesült Államok szövetségi bírósága előtt, amelyet az USA alkotmányának első kiegészítésére hivatkozva közvetlenül egy olyan iskolaszék ellen indítottak, amelyik előírta az „intelligens tervezés”, mint az evolúció melletti alternatív elmélet oktatását az „élet eredetének magyarázataként”. A perben Behe a védelem fő tanújaként vett részt, s igyekezett bebizonyítani, hogy az intelligens tervezés legitim tudomány. Behe kritikusai szerint az eljárás során tett számos kijelentése még inkább aláásta az egyszerűsíthetetlen összetettségre és intelligens tervezésre vonatkozó elméleteit. A keresztkérdezés folyamán Behe elismerte, hogy
nem létezik lektorált publikáció, mely az intelligens tervezés támogatására megfelelő vizsgálatot vagy számításokat alkalmazott volna, s mely részletes precizitással számot adna arról, hogyan történik egy adott biológiai rendszer intelligens tervezése.
Behe az eljárás során elismerte, hogy az ő fogalomhasználata szerint az „elmélet” kifejezés, melyet az intelligens tervezésre alkalmaz, elég tágan értelmezhető ahhoz, hogy definíciója szerint az asztrológia (csillagjóslás) is elméletnek minősüljön.
Behe eskü alatt elismerte, hogy az általa és Snoke által készített evolúciós szimulációs modell szerint a számos, kölcsönhatásban lévő alkotóból álló, számos összegződő és nem megtartott mutációt igénylő komplex biológiai rendszerek populációban történő fixációjához 20 000 év is elegendő – még olyan esetekben is, ha a szimuláció paramétereit a lehető legszigorúbban olyan értékre állítják, ami ezt a legvalószínűtlenebbé teszi.
John E. Jones III bíró a döntésében nagyban támaszkodott Behe tanúvallomására.
- „Behe professzor félreérthetetlenül állítja, hogy az intelligens tervezéssel kapcsolatos érvek valószínűsége attól függ, milyen mértékben hisz valaki Isten létezésében.”[12]
- „Minthogy nincs bizonyíték arra nézve, hogy bármely tudományos állítás validitása Isten létezésében való hiten nyugodna, s a bíróságnak nincs tudomása ilyen tudományos állításról, Behe professzor kijelentése alapját adja azon bizonyítékoknak, melyek alátámasztják, hogy látásmódja szerint az intelligens tervezés vallásos és nem tudományos felvetés.”[12]
- „Először is, a védelem szakértője, Fuller professzor egyetértett abban, hogy az intelligens tervezés igyekszik megváltoztatni a »tudomány alapszabályait«, továbbá a védelem fő szakértője, Behe professzor elismerte, hogy az ő tudomány-definíciója, melyet az intelligens tervezés kielégít, az asztrológiát is magában foglalja. A védelem másik szakértője, Minnich professzor elismerte továbbá, hogy ahhoz, hogy az intelligens tervezés tudomány lehessen, a tudomány alapvető szabályainak megváltoztatására lenne szükség, hogy természetfeletti erőket is számításba vegyen.”[13]
- „Mi több, a védelem szakértői elismerik, hogy az intelligens tervezés nem elmélet az amerikai Nemzeti Tudományos Akadémia által leírt értelemben, s az intelligens tervezés elmélete legjobb esetben is peremtudomány (fringe science), mely nem nyert elfogadottságot a tudományos közösségen belül.”[14]
- „Ezért arra a következtetésre jutottunk, hogy Behe professzor egyszerűsíthetetlen összetettséggel kapcsolatos állításait lektorált tudományos publikációkban cáfolták, s a tudományos közösség elutasítja azokat.”[15]
- „Az intelligens tervezés szószólói a tervezettség alátámasztásául főként az evolúciót kritizáló érveket hoznak fel, mint ahogy ezt Behe professzor érve is mutatja, mely szerint az „egyszerűsíthetetlenül összetett” rendszerek nem képesek darwini, vagy bármilyen természetes folyamatok során kialakulni. Azonban az evolúció ellen felhozott érvek nem a tervezettséget támogató érvek. Szakértői vélemények rávilágítanak, hogy csak azért, mert a tudósok ma nem tudnak számot adni biológiai rendszerek létrejöttének evolúciójáról, az nem jelenti azt, hogy holnap ne tudnának, és ne adnának magyarázatot. Mint Dr. Padian megállapította: »a bizonyíték hiánya nem a hiány bizonyítéka«. Az egyszerűsíthetetlen összetettség egy negatív érv az evolúció ellen, s nem a tervezettség bizonyítéka, s ebben a védelem szakértője, Minnich professzor is egyetért.”[42]
- „Behe professzor egyszerűsíthetetlen összetettség-koncepciója arra alapul, hogy figyelmen kívül hagy olyan evolúciós folyamatokat, amelyekről tudjuk, hogy lejátszódnak. Bár Behe professzor hajthatatlanul olymódon definiálja az egyszerűsíthetetlen összetettség fogalmát, hogy egy rendszer elődje, »melyből egy rész hiányzik, definíció szerint működésképtelen«, amit nyilvánvalóan állít, az az, hogy a rendszer nem olyan módon működik, mint amikor minden alkotója jelen van. A baktérium ostorának esetében például egy alkotóelem eltávolítása meggátolhatja, hogy forgómotorszerűen viselkedjen. Azonban Behe professzor definíciószerűen elveti a lehetőségét annak, hogy a baktérium ostorának elődje nem forgómotorként, hanem más funkcióban, például kiválasztórendszerként működött.”[43]
- „Behe professzor az egyszerűsíthetetlen komplexitás koncepcióját csupán néhány kiválasztott rendszerre alkalmazza: (1) a baktérium ostorára, (2) a véralvadás folyamataira és (3) az immunrendszerre. Ellentétben Behe professzor állításaival [...] Dr. Miller lektorált tanulmányokban közölt bizonyítékokra alapozva bemutatta, hogy ezen rendszerek valójában nem egyszerűsíthetetlenül összetettek.”[44]
- „[az intelligens tervezés] szószólói nem állítanak fel hipotézist a tervező személyéről, nem javasolnak mechanizmust, s a tervezőt (angolul: hímnem / nőnem / semlegesnem / egyes és többes számban) senki sem figyelte meg.”[44]

## Magyarul megjelent művei
- Darwin fekete doboza. Az evolúcióelmélet biokémiai kihívása; ford. Székács András; Harmat, Bp., 2002